# Milka Martelanc
Milka Martelanc, slovenska narodna delavka in publicistka, * 5. maj 1885, Barkovlje, † 9. oktober 1966, Ljubljana.

## Življenje in delo
Po končanem šolanju je do italijanske zasedbe Trsta po 1. svetovni vojni delala v pisarni gradbenega podjetja Ivan Martelanc & drugi v katerem je bil njen oče Svetko Martelanc (starejši) solastnik. Leta 1918 jo je Rdeči križ z vojnimi sirotami poslal na 10-tedenske počitnice v Švico. Tu je navezala stike s slovenskimi emigranti v Ženevi, ki so jo povezali z jugoslovanskim odborom v Parizu, ki ji je dal navodila za delo odbora Narodnega sveta v Trstu. Ko jo je po zasedbi Trsta hotela fašistična oblast poslati v konfinacijo, se je še pravočasno umaknila v Kraljevino Srbov, Hrvatov in Slovencev, kjer je bila v Ljubljani administrativni vodja Pisarne za zasedeno ozemlje v Trstu. Leta 1921 se je vrnila v Trst in prevzela vodstvo v tajništvu političnega društva Edinost. Leto kasneje je odšla na študij novinarstva v Prago.  8. novembra 1922 so tržaške gospe ustanovile Žensko podporno udruženje, ki je delovalo do sredine leta 1928 in katerega predsednica je bila Antonija Slavik, tajnica pa Milka Martelanc. Da bi imelo društvo svoje lastno glasilo sta s še drugimi dali pobudo za ustanovitev revije Ženski svet, ki je najprej izhajala v Trstu (1923–1929), nato pa v Ljubljani (1929–1941). Martelančeva je v Ženskem svetu objavila veliko prispevkov, predvsem strokovnih člankov in poročil o delovanju ženskih društev v Julijski krajini. V samozaložbi je izdala dve strokovni knjigi: Otroško perilo (Navodila za krojenje, šivanje in vezenje perila za otroke) (Trst, 1925) in Oprema za neveste (Trst, 1929). Leta 1928 je morala pred fašističnim nasiljem ponovno bežati iz Trsta  v Ljubljano, kjer je kasneje prevzela delo odgovorne urednice revije Ženski svet. Po 2. svetovni vojni je do leta 1953, ko se je upokojila, urejala modno rubriko v ženskem listu Naša žena.
Milka Martelanc je bila prva slovenska izšolana novinarka.
Od leta 1930 je bila članica Splošnega slovenskega ženskega društva.